# Русско-Марийские Ковали
Русско-Марийские Ковали (тат. Рус Мари Кавалы) — село в Зеленодольском районе Татарстана. Входит в состав Бишнинского сельского поселения.

## География
Расположено на р. Солонка, в 42 км к северо-востоку от г. Зеленодольск.

## История
Впервые упоминается в 1615 г. как деревня Коваль, затем Русско-Черемисские Ковали. До середины XIX в. жители относились к категории государственных крестьян. Занимались земледелием, разведением скота, пчеловодством, лесопильным, портняжным и мукомольным промыслами. До революции 1917 г. село являлось центром Ковалинской волости Казанского уезда Казанской губернии, в нём функционировали земская школа, 3 мельницы, 2 пивные, 1 казённая винная и 4 мелочные лавки.
С 1920 года в составе Ковалинской волости Арского кантона Татарской АССР. После введения районного деления в Татарской АССР в составе Казанского пригородного (1927—1938), Юдинского (1938—1958), Зеленодольского (1958—1963), Зеленодольского укрупнённого (1963—1965) и вновь Зеленодольского (с 1965) районов Татарской АССР (Республики Татарстан). На низшем административном уровне входило в Русско-Марийско-Ковалинский (1918—1959) и Бишнинский (с 2005 года сельское поселение) сельсоветы.
Постановлением ВЦИК от 13 февраля 1928 г. деревня Русско-Черемисские Ковали переименована в деревню Русско-Марийские Ковали.

## Население[2]
| год     | 1859 | 1897 | 1908 | 1920 | 1926 | 1938 | 1949 | 1958 | 1970 | 1979 | 1989 | 2002 | 2008 |
| ------- | ---- | ---- | ---- | ---- | ---- | ---- | ---- | ---- | ---- | ---- | ---- | ---- | ---- |
| человек | 575  | 751  | 832  | 731  | 885  | 632  | 400  | 541  | 362  | 237  | 131  | 102  | 67   |